# Rondokubismus

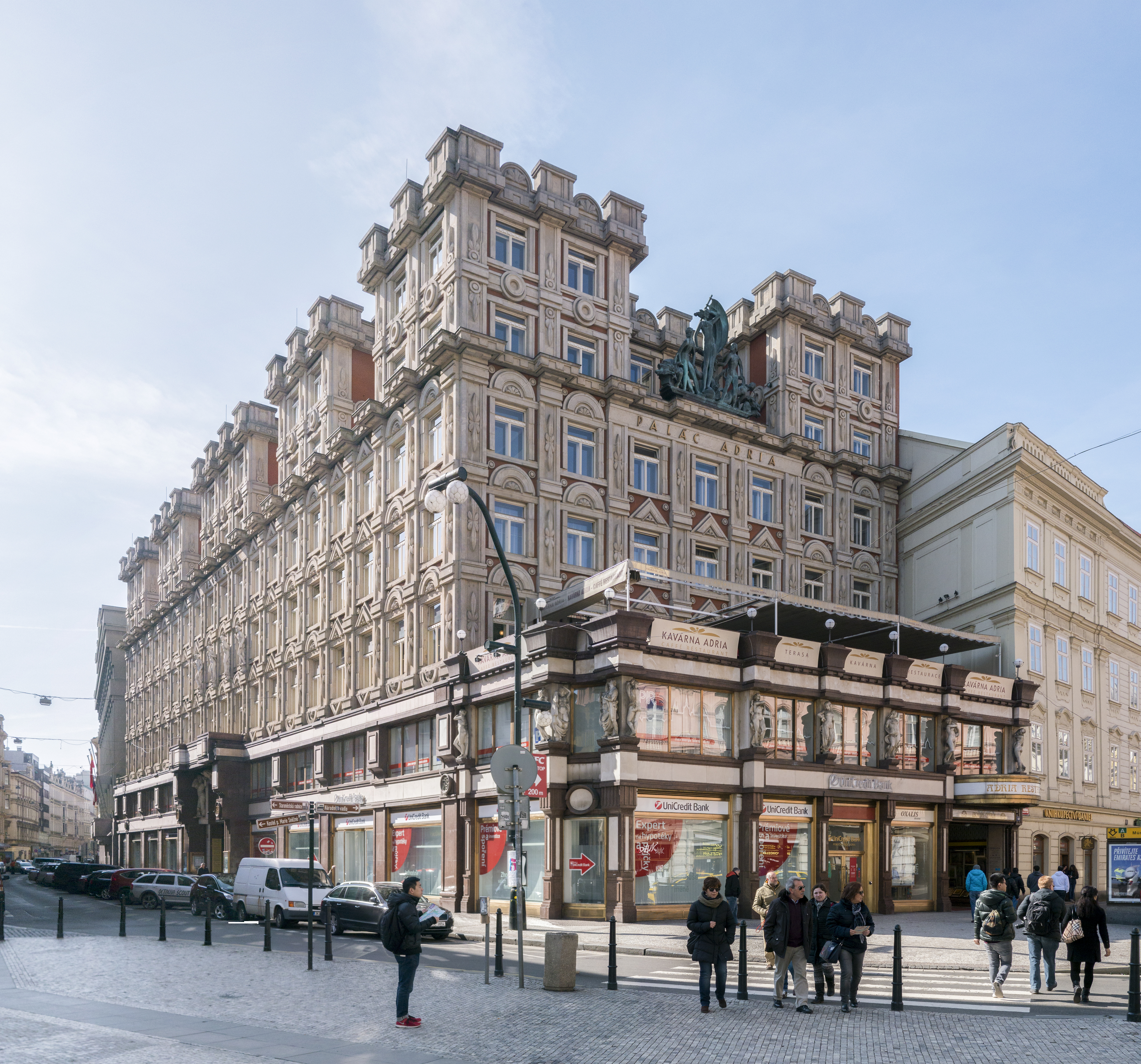
Das Palais Adria in Prag

Der Rondokubismus ist eine lokale Sonderform des Kubismus in der Architektur. Er entwickelte sich nach dem Ersten Weltkrieg in der neu entstandenen Tschechoslowakei und wurde dort für kurze Zeit zum Nationalstil, aber bereits gegen Mitte der 1920er Jahre vom Funktionalismus abgelöst.

## Charakteristik
Typisch ist die Einführung von Rundformen wie Halbbögen, Kreisen und Ovalen in die kubistisch geprägte Architektur. Es sollten hierdurch Anklänge an die nationalen slawischen Traditionen evoziert werden. Der Rondokubismus kam bevorzugt in Prag, aber auch in der Industriearchitektur im Umland zur Anwendung.
Als Hauptwerke des architektonischen Rondokubismus gelten das Geschäftshaus der Legionärsbank, kurz Legiobanka von Josef Gočár und der Adria-Palast von Pavel Janák in Prag.
Der Rondokubismus manifestierte sich teilweise auch in der Malerei, etwa von Josef Čapek, und im Objektdesign; so existieren noch einige komplette Raumausstattungen, von Bohumil Waigant und Josef Gočár.

## Bauten
- 1921: Handelsakademie in Brünn, Kotlářská 263/9 (Jaroslav Rössler)[3]
- 1921–1922: Umbau einer Villa für Antonín Hořovský in Prag 4-Hodkovičky, Na Lysinách 2, čp. 48 (Pavel Janák)[4]
- 1921–1923: Geschäftshaus Legiobanka, Na Poříčí in Prag (Josef Gočár)
- 1921–1923: Krematorium Pardubice (Pavel Janák und František Kysela)
- 1922: Fabrikgebäude UP in Třebíč (Josef Gočár)[5]
- 1922: Geschäftshaus mit Konditorei Myšák in Prag 1, Vodičkova ulice (Josef Gočár)[6][7]
- 1923–1924: Palais Adria in Prag 1, Jungmannovo náměstí (Josef Zasche und Pavel Janák)
- 1923–1924: Villa für Josef Čapek und Karel Čapek in Prag (Ladislav Machoň)
- 1924: Apartmenthaus der Kooperative Prager Lehrer in Prag 7, Kamenická 35 (Otakar Novotný)[8]
- 1924–1925: Geschäftshaus Anglobanka in Pardubice (Josef Gočár)
- 1924–1925: Machoňova Passage in Pardubice (Ladislav Machoň)
- 1925: Villa für Viktor Kříže in Pardubice (Karel Řepa)

## Galerie

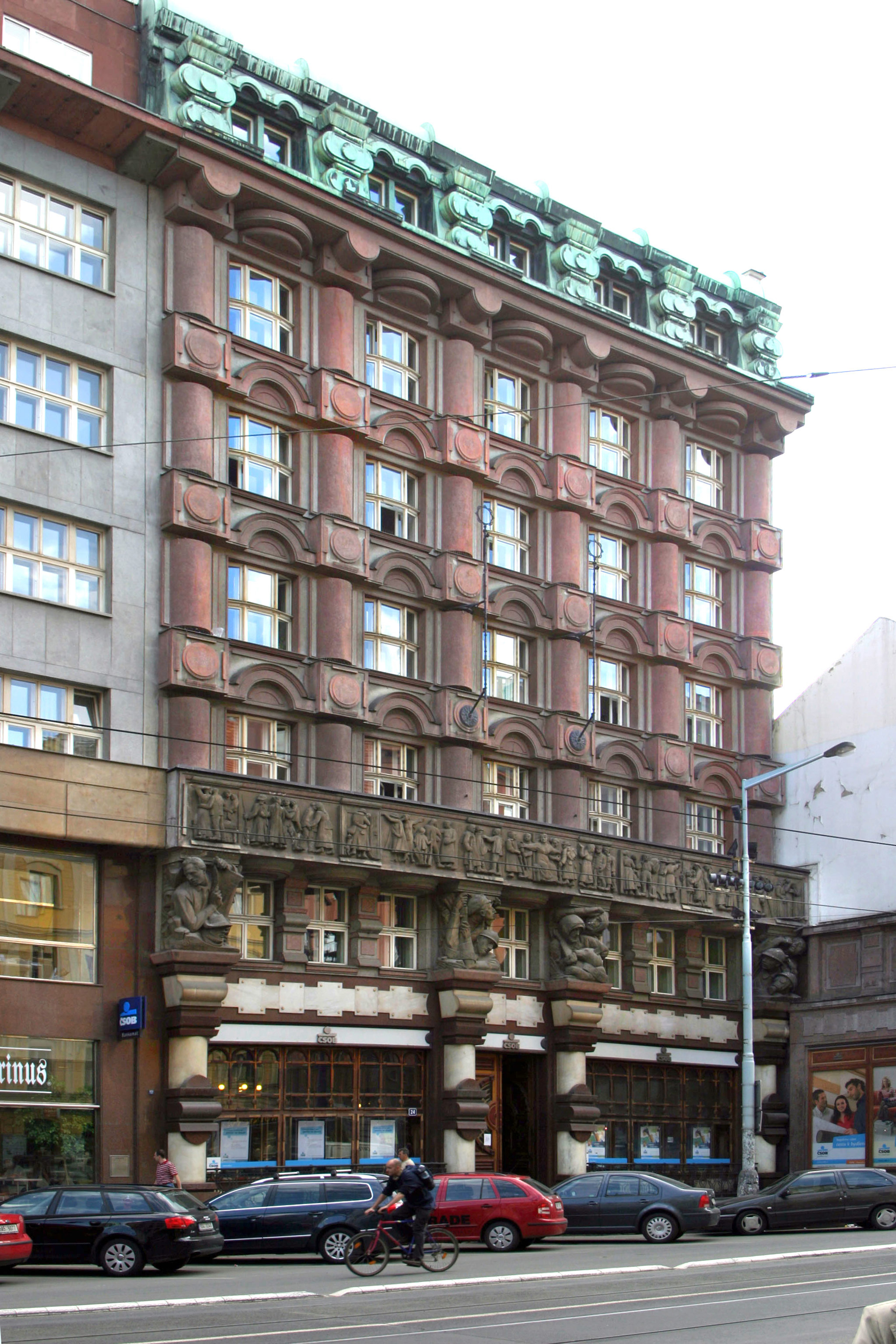
Legiobanka von Josef Gočár
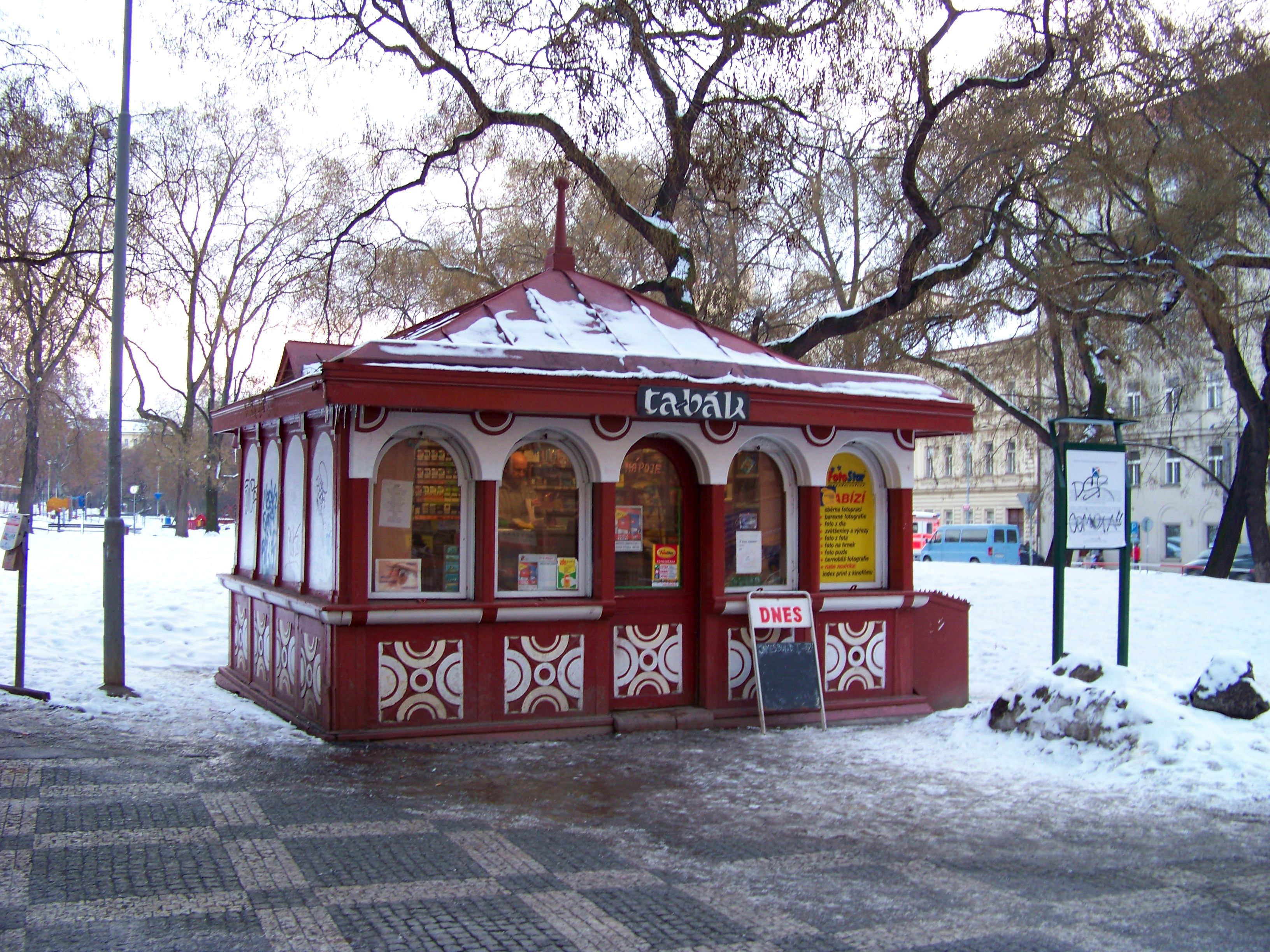
Kiosk am Hauptbahnhof, Prag (Architekt unbekannt)
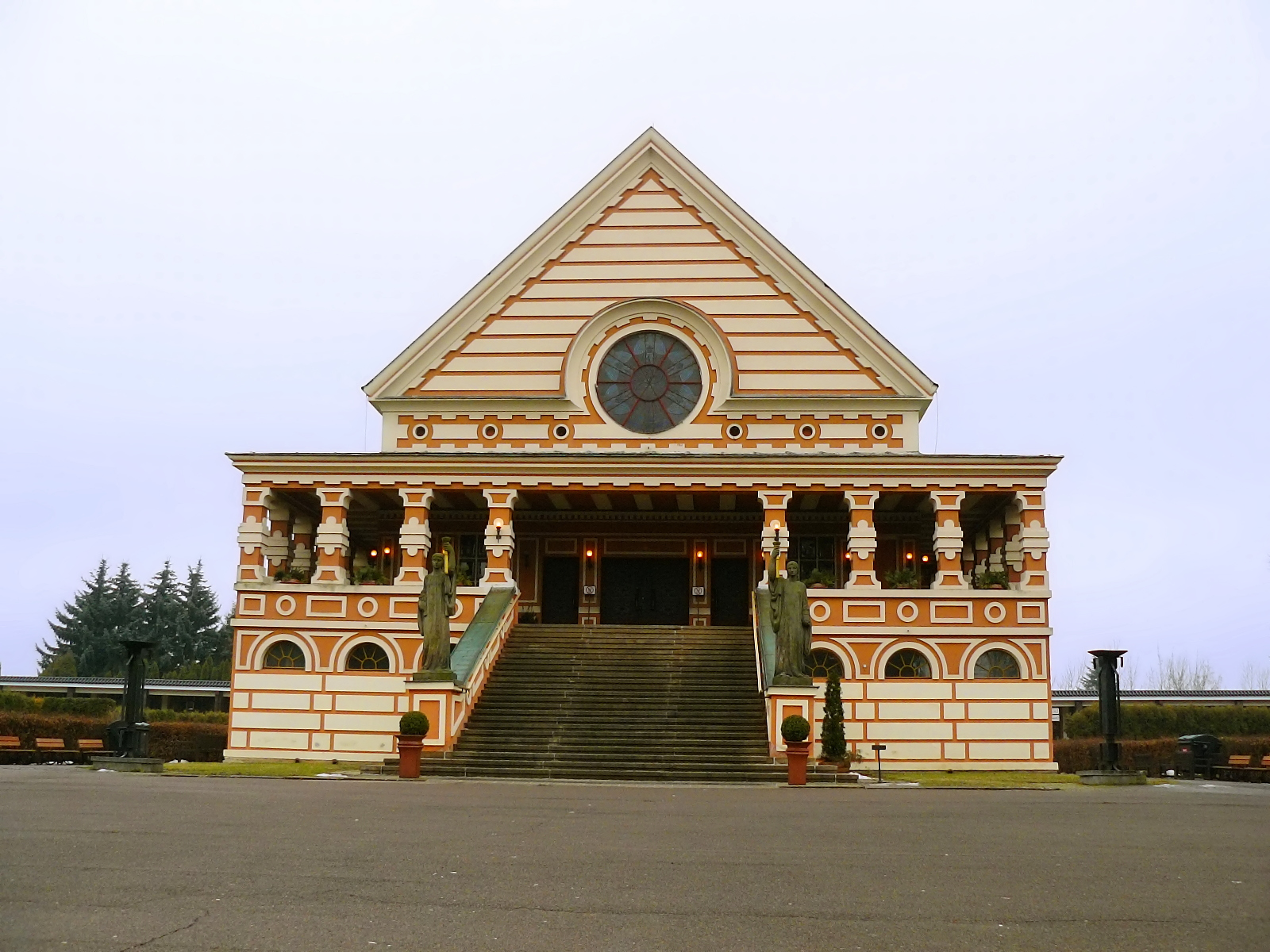
Krematorium Pardubice
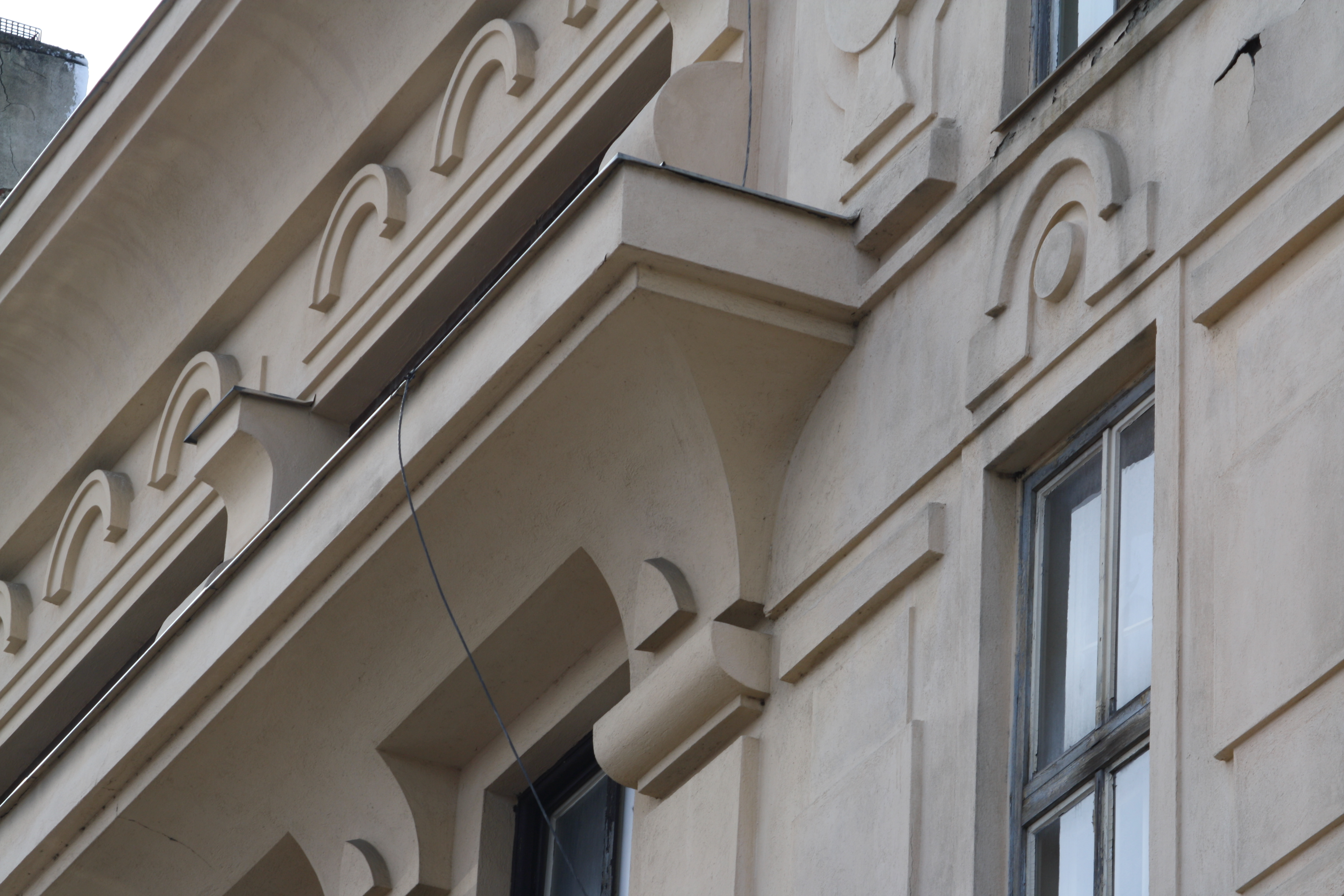
Detail der UP Fabrik, Třebíč
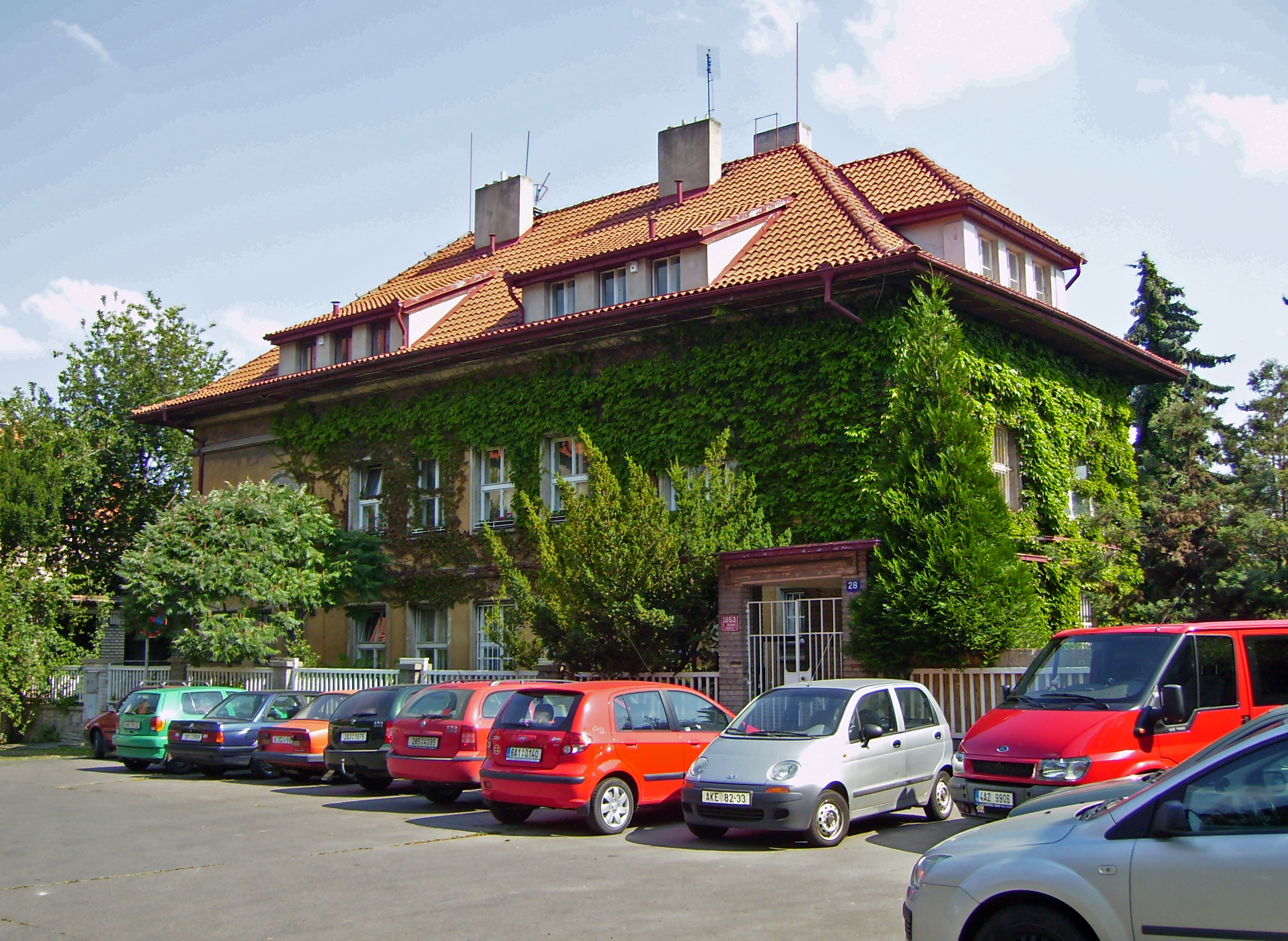
Villa Čapek, Prag
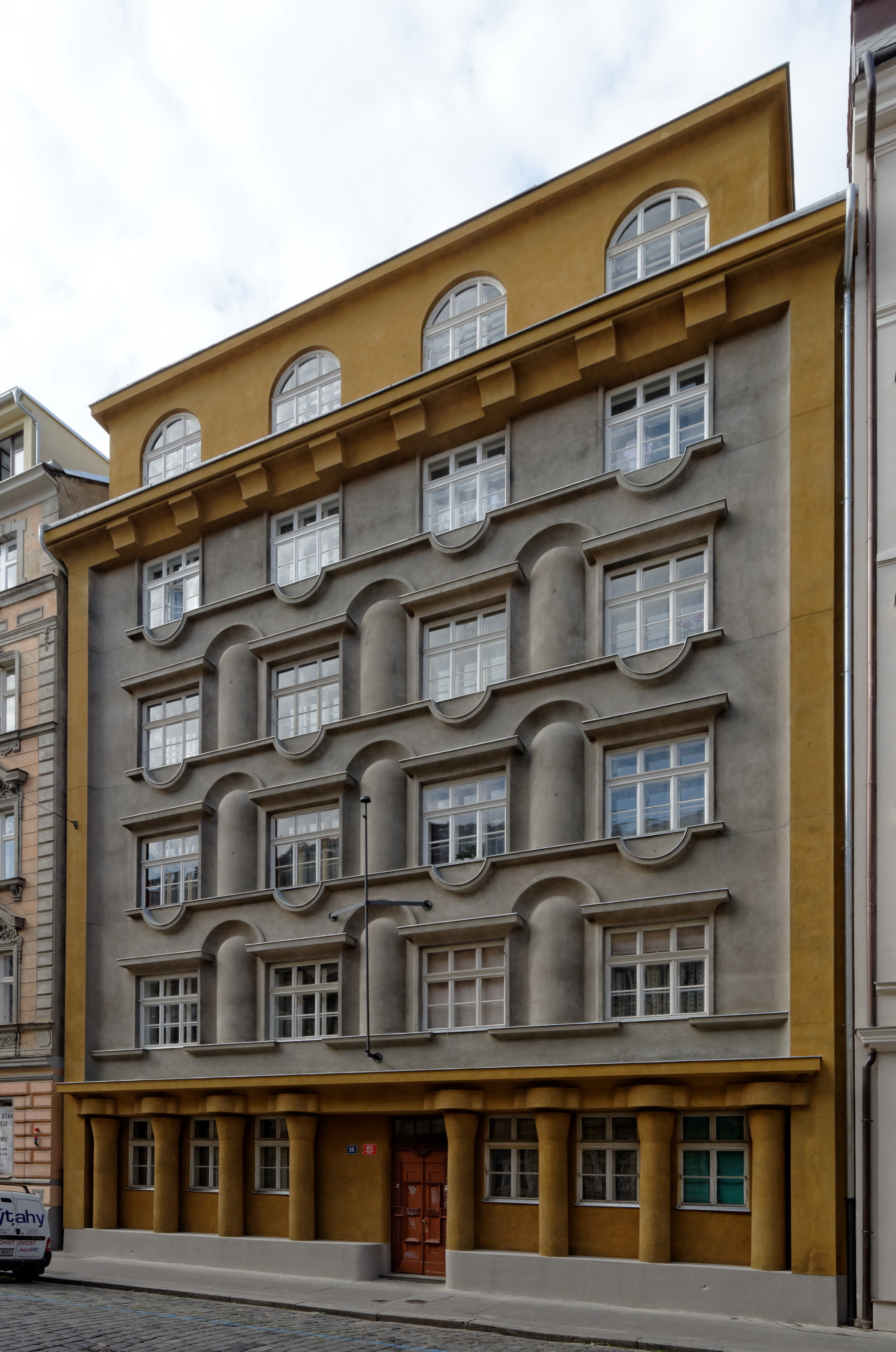
Apartmenthaus in Prag, Kamenická 35
Machoň-Passage in Pardubice
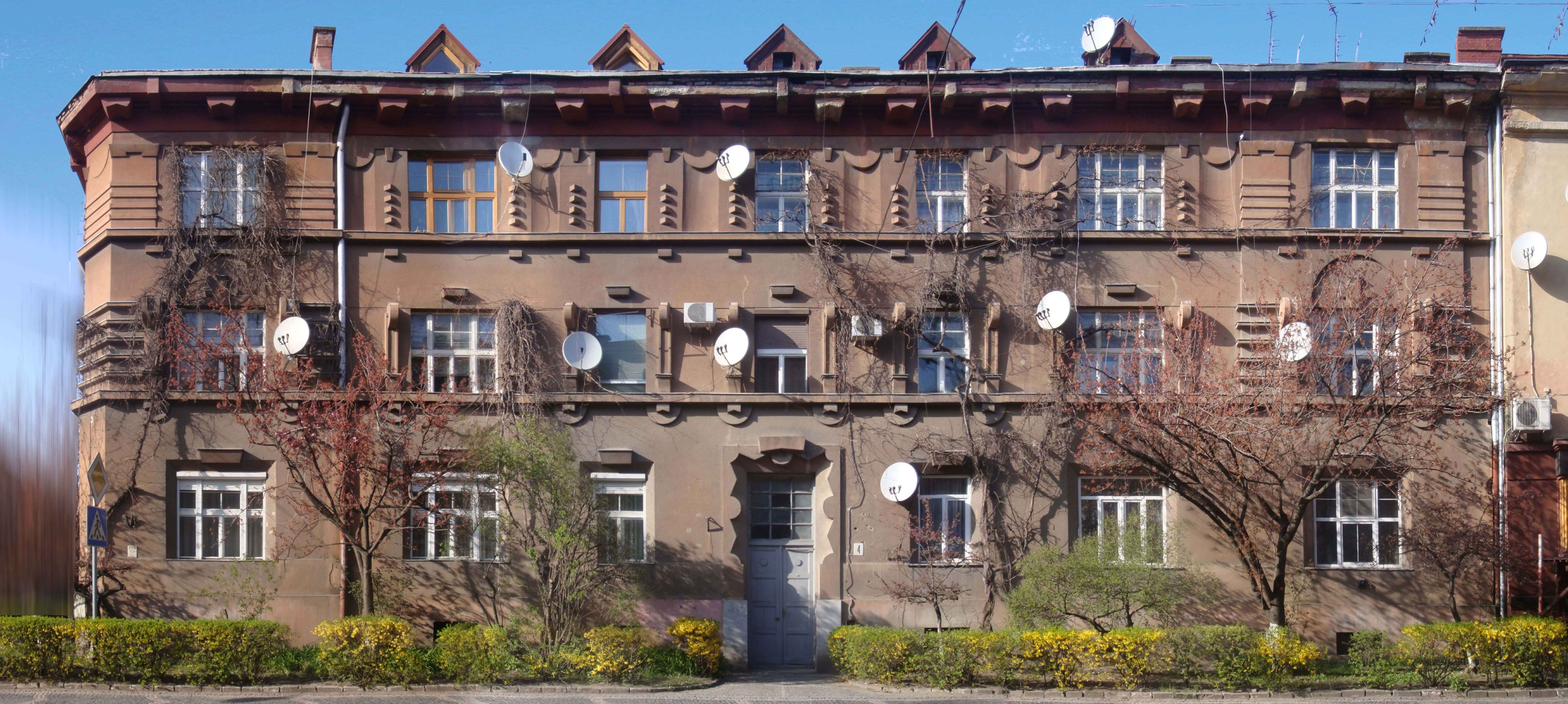
Ehemaliges Gebäude des Landesamts in Uschhorod von Alois Dryák (heute Wohngebäude)